# Ramón Centurión
Ramón Centurión (* 20. Januar 1962 in Santa Fe) ist ein ehemaliger argentinischer Fußballspieler.
Der Stürmer begann seine Karriere 1978 bei Unión de Santa Fe in der Primera División. 1979 wurde Santa Fe argentinischer Vize-Meister. 1985 wechselte er zu den Boca Juniors, ging aber schon nach einem halben Jahr zu River Plate. Mit River wurde er 1986 Argentinischer Meister und gewann die Copa Libertadores 1986, bei der er mit sieben Treffern auch Torschützenkönig wurde. Bei den Finalspielen fehlte er allerdings, weil er kurz davor positiv auf Ephedrin getestet und wegen Dopings für ein Jahr gesperrt wurde. 1987 gewann Centurión mit River Plate die Copa Interamericana und 1990 wurde er zum zweiten Mal Argentinischer Meister. Danach ging er zu Estudiantes de La Plata und wieder zu seinem alten Heimatverein Unión de Santa Fe, wo er 1992 seine Laufbahn beendete.